# Abrek
Een abrek (Russisch: Абрек; [Abrek], meervoud abrekken of abreks) was vroeger een lid van een van de volkeren uit de Noordelijke Kaukasus die was uitgesloten van de gemeenschap van zijn volk en daarbij een leven leidden als zwerver of (struik)rover. Van oorsprong waren het waarschijnlijk mannen die het slachtoffer waren geworden van de bloedwraak, waarvoor vanwege de ernst van het vergrijp, niet kon worden betaald door de familie met vee of een andere vorm van compensatie. Hierdoor waren ze genoodzaakt te vluchten om lijfstraffen, die in die tijd golden in dergelijke samenlevingen, te ontlopen. Hij had dan twee keuzes; ofwel anoniem in een nieuwe plaats te gaan wonen of een leven als een zwerver te beginnen met de kans uiteindelijk te sterven van de honger.
In het Tsjerkessisch betekent het woord abrek "dappere krijger", en in het Ingoesjisch, Tsjetsjeens en Avaars betekent het "wreker". In het Russisch en in het Ossetisch heeft het woord abrek de denigrerende betekenis van "bandiet", aangezien de Russen historisch gezien vijanden zijn geweest van de abrek-levensstijl.

## Kaukasusoorlog
Tijdens de Kaukasusoorlog, waarbij het Russische Rijk de Kaukasus probeerde te veroveren, werden de abrekken door de bergbevolkingen gebruikt tegen de Russen. Hoewel de bevolking aanvankelijk negatief tegenover de abrekken bleef staan, werden zij na de dood van Imam Sjamil in 1859, toen de Russen feitelijk de strijd al hadden gewonnen, geleidelijk aan steeds meer tot helden verklaard. Zij vochten tegen de tsaristische legers, doden hen en ontvoerden Russen voor losgeld, waardoor ze steeds meer werden gezien als een symbool van de strijd van de bergbevolkingen tegen de overheersende Russen als beeld van de vernietigde hoop van weerlozen en verslagenen. Ze werden bijvoorbeeld onderdeel van de Tsjetsjeense en Ingoesjische illi-folklore (volksliederen).
De Russische Kaukasoloog Nikolai Jakovlev schreef dat de bezetting van hun thuisland door Kozakkenkolonisten en de onderdrukking van de Ingoesjen ervoor zorgde dat ze "van vriendelijke en vredevolle mensen de eerste abreks van de Kaukasus werden, vechtend voor hun plek in de zon". De abrekken werden door het Russisch bestuur en de Kozakken in het gebied echter gezien als bandieten en werden dan ook steeds achternagezeten. Familieleden en toevallige medebewoners van dorpen van waaruit zij opereerden werden eveneens gestraft voor hun activiteiten. Dit leidde weer tot meer aanslagen op Russische overheidsfunctionarissen, berovingen van Russische nederzettingen en Kozakken, die echter weer verbanningen van lokale bewoners naar Siberië, executies of andere straffen tot gevolg hadden, waardoor de geweldspiraal bleef voortgaan. Bekende abrekken waren de Tsjetsjeense Zelimchan Goesjmazakajev en Ingoesjische Sulumbek Garavodzjev. De Russische schrijver Leon Tolstoj beschreef hen in zijn boeken.